# Філіпкі-Малі
Філіпкі-Малі (пол. Filipki Małe) — село в Польщі, у гміні Кольно Кольненського повіту Підляського воєводства.
Населення — 62 особи (2011).
У 1975-1998 роках село належало до Ломжинського воєводства.

## Демографія
Демографічна структура станом на 31 березня 2011 року:
|          | Загалом | Допрацездатний вік | Працездатний вік | Постпрацездатний вік |
| -------- | ------- | ------------------ | ---------------- | -------------------- |
| Чоловіки | 28      | 8                  | 17               | 3                    |
| Жінки    | 34      | 11                 | 15               | 8                    |
| Разом    | 62      | 19                 | 32               | 11                   |